# 渡邊孝好
渡邊 孝好（わたなべ たかよし、1955年4月10日 - ）は日本の映画監督、脚本家。

## 略歴
- 1955年4月10日、京都市に生まれ、ほどなく名古屋市に転居する。
- 1974年、愛知県東海高校卒。
- 1977年、美学校の映画技作工房で映画監督の鈴木清順と出会い、『ツィゴイネルワイゼン』に助監督として参加する。以後、大森一樹、藤田敏八監督の助監督などを務める。
- 1989年、『君は僕をスキになる』で監督デビュー。
- 1994年、『居酒屋ゆうれい』で第18回日本アカデミー賞優秀監督賞[1]、山路ふみ子映画賞受賞。

## 監督作品

### 映画
- 君は僕をスキになる（1989年）
- スキ!（1990年）
- ボクが病気になった理由（1990年）3本立てオムニバス映画の中の1本 – 監督・脚本
- エンジェル 僕の歌は君の歌（1992年）
- 居酒屋ゆうれい（1994年）
- 君を忘れない FLY BOYS,FLY!（1995年）
- 新・居酒屋ゆうれい（1996年）
- 香港大夜総会 タッチ&マギー（1997年）
- ショムニ（1998年）
- ぷりてぃ・ウーマン（2002年）
- 愛と資本主義（2003年）
- ヒナゴン（2005年）– 監督・脚本
- 人間失格（2010年）– 荒戸源次郎監督の監督協力を務める

### テレビドラマ
- 女にも七人の敵（NHK、1996年）
- 喪服のランデヴー（NHK、2000年）
- 午前3時のルースター（ABCテレビ、2005年）
- 死者からの手紙（NHK、2001年）
- 緋色の記憶（NHK、2003年）
- 日本のシンドラー杉原千畝物語 六千人の命のビザ（日本テレビ、2005年）
- さくら道（読売テレビ、2009年）
- 水曜ミステリー9（テレビ東京）
  - 偽証法廷（2012年）
- Dr.門倉周平の事件カルテ（2012年）
- 検事・沢木正夫シリーズ
  - 決断（2015年）
- 保身（小杉健治）（2015年）
- お家さん（読売テレビ、2014年）
- だから荒野（NHK、2015年）
- 荒地の恋（WOWOW、2016年） - 監督・脚本[2]
- モンローが死んだ日（NHK・BS、2019年）
- 定年オヤジ改造計画（NHK、2022年)

### 舞台
- 彼方ノ人（2022年）